# Jeux paralympiques d'hiver de 1994
Les Jeux paralympiques d'hiver 1994, VIes Jeux paralympiques d'hiver, se sont déroulés à Lillehammer en Norvège du 10 au 19 mars 1994. Pour la 1ère fois, comme pour les Jeux olympiques, les épreuves n'ont pas lieu l'année des Jeux d'été, mais s'intercaleront désormais pour avoir une alterance été-hiver tous les deux ans.

## Organisation

### Nations participantes

Pays participants aux Jeux paralympiques d'hiver de 1994.

À la suite de l'effondrement de l'URSS et la participation de pays de l'ex-Union soviétique (Russie, Belarus, Ukraine, Kazakhstan et Ouzbékistan) sous les couleurs de l'Équipe unifiée aux précédents Jeux de 1992, la Biélorussie, la Russie et le Kazakhstan participent pour la première fois avec leur propre délégation. La Lettonie et la Lituanie qui ne faisait pas parties de l’Équipe unifiée envoient également leur première délégation. 
La dissolution de la Tchécoslovaquie entraîne l'apparition de la République tchèque et de la Slovaquie aux Jeux. 
Par ailleurs, deux autres nations concourent pour la première fois: la Bulgarie et l'Islande.
| Afrique | Amérique                        | Asie                                             | Europe | Océanie                                |
| ------- | ------------------------------- | ------------------------------------------------ | --- | -------------------------------------- |
| aucune  | - Canada (30) - États-Unis (29) | - Corée du Sud (2) - Japon (26) - Kazakhstan (2) | - Allemagne (43) - Autriche (38) - Belgique (2) - Biélorussie (2) - Bulgarie (2) - Danemark (3) - Espagne (13) - Estonie (13) - Finlande (18) - France (26) - Grande-Bretagne (23) - Islande (1) - Italie (23) - Lettonie (1) - Liechtenstein (1) - Lituanie (2) - Norvège (42) (hôte) - Pays-Bas (6) - Pologne (15) - République tchèque (6) - Russie (27) - Slovaquie (11) - Suède (27) - Suisse (19) | - Australie (6) - Nouvelle-Zélande (7) |
| 0 pays  | 2 pays                          | 3 pays                                           | 24 pays | 2 pays                                 |

## Compétition

### Sports au programme
- Ski alpin (66 épreuves)
- Ski nordique (ski de fond et biathlon) (56 épreuves)
- Course sur luge
- Hockey sur luge (1 épreuve)

### Faits marquants
- Le biathlon intègre officiellement les Jeux. L'allemand Frank Hofle s'impose à la fois sur 5 km en ski de fond et en biathlon
- Le hockey sur luge entre aussi dans la compétition. La Suède s'impose en finale en battant la Norvège d'un seul point marqué sur penalty pendant les prolongations.
- L'épreuve de Super-G vient compléter la descente, slalom et slalom géant.
- La course sur luge est dominée par les Norvégiens avec les victoires sur 100 m et 500 m de Brit Mjaasund Oyen pour les femmes et de Lars Andresen pour les hommes.

## Tableau des médailles
| Rang | Nation             | Or | Argent | Bronze | Total |
| ---- | ------------------ | -- | ------ | ------ | ----- |
| 1er  | Norvège            | 29 | 22     | 13     | 64    |
| 2e   | Allemagne          | 25 | 21     | 18     | 64    |
| 3e   | États-Unis         | 24 | 12     | 7      | 43    |
| 4e   | France             | 14 | 6      | 11     | 31    |
| 5e   | Russie             | 10 | 12     | 8      | 30    |
| 6e   | Australie          | 7  | 16     | 12     | 35    |
| 7e   | Finlande           | 6  | 7      | 12     | 25    |
| 8e   | Suède              | 3  | 3      | 2      | 8     |
| 9e   | Australie          | 3  | 2      | 4      | 9     |
| 10e  | Nouvelle-Zélande   | 3  | 0      | 3      | 6     |
| 11e  | Suisse             | 2  | 9      | 5      | 16    |
| 12e  | Pologne            | 2  | 3      | 5      | 10    |
| 13e  | Espagne            | 1  | 6      | 3      | 10    |
| 14e  | Canada             | 1  | 2      | 5      | 8     |
| 15e  | Pays-Bas           | 1  | 0      | 3      | 4     |
| 16e  | Danemark           | 1  | 0      | 2      | 3     |
| 17e  | Italie             | 0  | 7      | 6      | 13    |
| 18e  | Japon              | 0  | 3      | 3      | 10    |
| 19e  | Slovaquie          | 0  | 3      | 2      | 5     |
| 20e  | Royaume-Uni        | 0  | 0      | 5      | 5     |
| 21e  | Belgique           | 0  | 0      | 1      | 1     |
| -    | République tchèque | 0  | 0      | 1      | 1     |
| -    | Estonie            | 0  | 0      | 1      | 1     |
| -    | Liechtenstein      | 0  | 0      | 1      | 1     |

## Musique officielle
La musique officielle des Jeux Shapes That Go Together est signée par le groupe de synthpop a-ha et se vend à 275 000 exemplaires à travers le monde[réf. nécessaire].